# پیتر بوت
پیتر بوت (به لاتین: Pieter Both) یک کوه در موریس است که در Mauritius, East Africa واقع شده‌است. پیتر بوت ۸۲۰ متر بالاتر از سطح دریا واقع شده‌است.